# 敷香駅
敷香駅（しくかえき）は、かつて樺太敷香郡敷香町に存在した鉄道省樺太東線の駅である。当駅は豊原駅方面と古屯駅方面が国防上の理由からスイッチバック構造となっていた。
なお、三井鉱山内川炭鉱軌道の敷香駅とは別の位置に立地していた。
現状に関しては、サハリン州を参照。

## 歴史
- 1936年（昭和11年）8月30日：樺太鉄道新問駅 - 当駅間(32.5km)が延伸開業。当時は日本最北端の駅であった。
- 1941年（昭和16年）4月1日：樺太鉄道の国有化により、樺太庁鉄道東海岸線の駅となる。
- 1943年（昭和18年）
  - 4月1日：南樺太の内地化にともない、鉄道省（国有鉄道）に編入。
  - 11月15日：当駅 - 上敷香駅間(21.7km)延伸開業。
- 1945年（昭和20年）8月：ソ連軍が南樺太へ侵攻、占領し、駅も含め全線がソ連軍に接収される。
- 1946年（昭和21年）
  - 2月1日：日本の国有鉄道の駅としては、書類上廃止。
  - 4月1日：ソ連国鉄に編入。ロシア語名「ポロナイスク（Порона́йск）」。

## 運行状況
- 1945年当時
  - 豊原方面は1日5往復運行していた。上りは元泊駅行き2本と白浦駅行きと大泊駅行きと大泊港駅行き各1本であった。下りは当駅止まりが4本、上敷香駅直通も1本あった。
  - 上敷香駅方面は5－11月は上敷香駅との間に1日6往復、12－4月は1日4往復運行されていた。

現在はポページノ駅、チーハヤ駅と当駅の間に各1往復運行されている。また、ユジノサハリンスク駅、ノグリキ駅発着の特急も全て停車する。

## 駅周辺
- 敷香町役場
- 樺太庁敷香支庁
- 樺太庁敷香商業学校
- オタスの杜

## 隣の駅
鉄道省樺太鉄道局
樺太東線
床佐駅 - 敷香駅 - 中敷香駅